# Ophiocomella alexandri
Ophiocomella alexandri is een slangster uit de familie Ophiocomidae. De wetenschappelijke naam van de soort werd in 1860 gepubliceerd door Theodore Lyman. Deze soort werd in 2018 door O'Hara overgebracht naar het geslacht Ophiocomella. Lyman stelt in zijn beschrijving dat het dier is vernoemd naar zijn vriend, Alexander Agassiz, de zoon van Lyman's mentor, Louis Agassiz.

## Beschrijving
Dit dier is pentaradiaal symmetrisch met vijf armen bevestigd aan een centrale schijf. Het is donkerbruin van kleur, met lichtere banden aan de bovenzijde van de armen. De lichtere delen zijn grijs met hints van groene of gele tinten. De kleuren veranderen met een dagelijkse cyclus, wat, net als de strepen, een vorm van camouflage kan zijn om de slangster te verbergen voor roofvissen. Mannetjes en vrouwtjes zien er identiek uit.
De centrale schijf is afgerond met kleine bultjes aan de bovenzijde. De schijf kan maximaal 25,2 mm breed zijn. Het bevat de mond, het spijsverteringsstelsel en de geslachtsklieren. De armen zijn zeer flexibel, maar geven de slangster als ze recht zijn een diameter van maximaal 450 mm. Zoals de algemene naam doet vermoeden, zijn de armen vrij stekelig, met vijf tot zeven lange stekels op elke zijplaat.

## Verspreiding en leefgebied
Deze slangster leeft van het intergetijdengebied tot een diepte van 70 meter. Het is benthisch, leeft op de zeebodem en geeft de voorkeur aan rotsbodems en koraalriffen. De soort leeft in de oostelijke Grote Oceaan van Zuid-Californië tot Colombia, inclusief de Golf van Californië. Deze slangster wordt ook gevonden op de Galapagoseilanden.